# Thomas Henry Huxley
Thomas Henry Huxley PC, F.R.S. (Ealing, hoy Gran Londres, 4 de mayo de 1825-Eastbourne, Inglaterra, 29 de junio de 1895) fue un biólogo y filósofo británico,  especializado en anatomía comparativa, conocido como el Bulldog de Darwin por su defensa de la teoría de la evolución de Charles Darwin.
Su famoso debate en 1860 con el obispo de Oxford, Samuel Wilberforce, fue un momento clave en la aceptación más amplia de la evolución, y para su propia carrera, aunque algunos historiadores opinan que el debate, en la versión que ha llegado a nuestros días, fue  una invención posterior. Wilberforce le preguntó a Huxley si era descendiente de un simio por parte de su padre o de su madre. No está recogida la respuesta literal de este, que fue en esencia algo así:

Preferiría descender de un mono antes que de un hombre de gran talento que utiliza sus dones para poner trabas a una discusión científica.

Huxley tuvo escasa educación formal: se vio obligado a dejar la escuela a los 10 años debido a las dificultades económicas de su familia. Sin embargo, estaba decidido a formarse a sí mismo, y se convirtió en uno de los grandes autodidactas de su siglo. Trabajó primero con invertebrados, clarificando las relaciones entre grupos a los que previamente se conocía poco. Más tarde, trabajó con vertebrados, especialmente en la relación entre el hombre y los monos. Otra de sus conclusiones importantes fue que las aves evolucionaron a partir de dinosaurios, mayormente los carnívoros pequeños (Theropoda). Esta idea es apoyada ampliamente hoy en día.
Su extenso trabajo público en la educación científica tuvo un efecto significante en la sociedad británica y en todo el mundo. Se considera a Huxley inventor del término "agnóstico", ya que lo usó en 1869 para describir su propia visión de la religión. Se expresó así:

El agnosticismo no es, de hecho, una fe, sino un método, cuya esencia está en la aplicación rigurosa de un solo principio, el axioma fundamental de la ciencia moderna. En cuestiones intelectuales, sigue a tu razón hasta donde te lleve, sin ninguna otra consideración. En cuestiones intelectuales, no des a entender que son ciertas unas conclusiones que no se han demostrado o no son demostrables.

## Primeros años

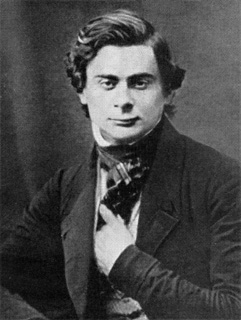
Thomas Henry Huxley, RN, a la edad de 21 años

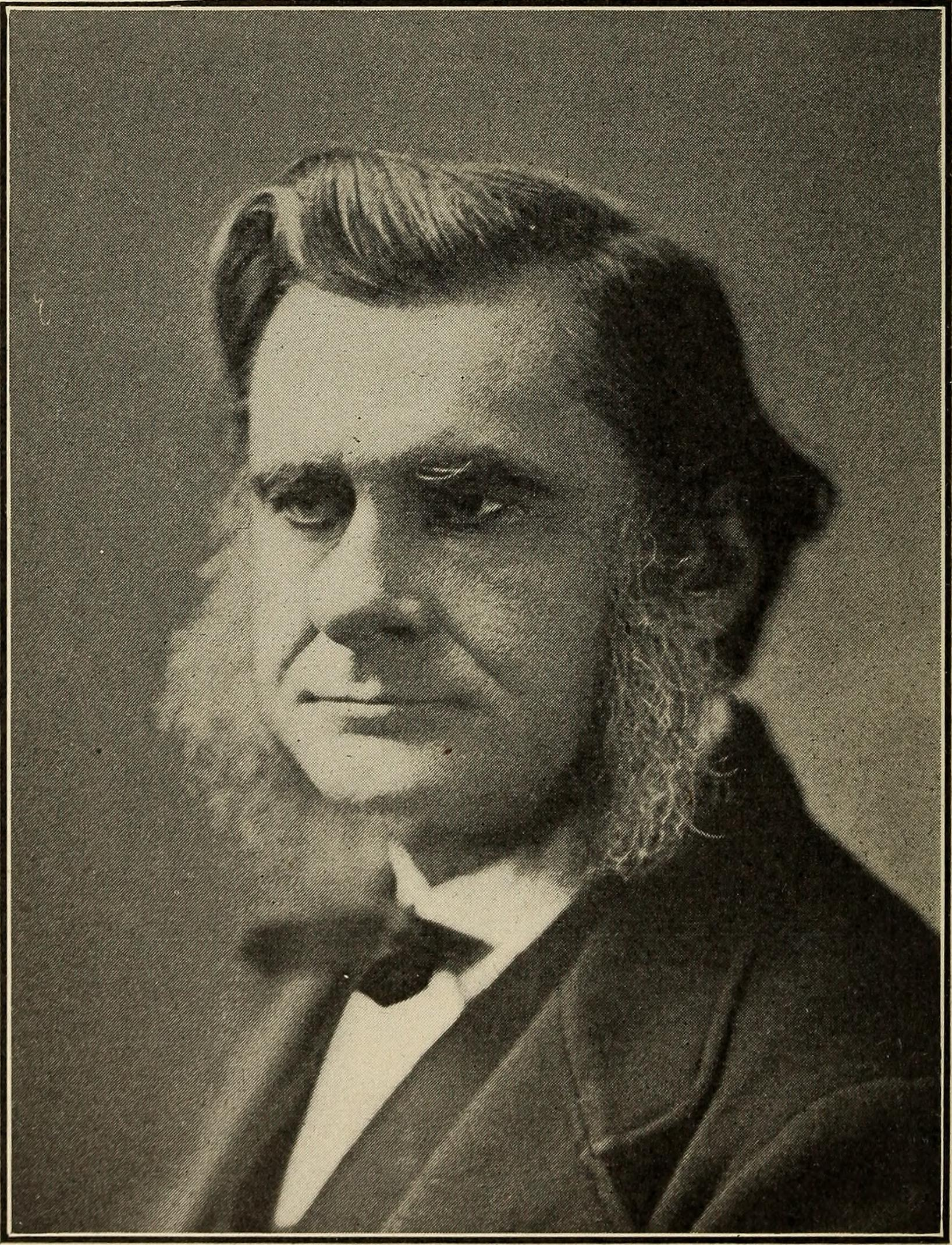
Retrato de Thomas Henry Huxley, en la madurez.

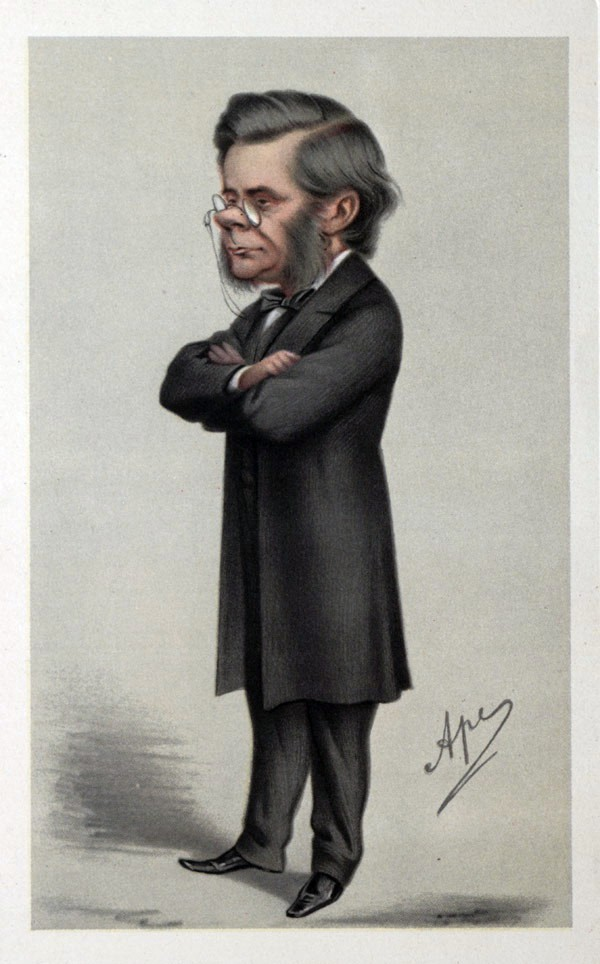
Caricatura por Carlo Pellegrini.

Huxley nació en Ealing, barrio del oeste de Londres, siendo el séptimo de los ocho hijos de George Huxley, un profesor de matemáticas de Ealing. De formación autodidacta, a los 17 años comenzó sus estudios de medicina en el Hospital Charing Cross, donde obtuvo su título. A la edad de 20 obtuvo el título en Medicina en la Universidad de Londres, y ganó la medalla de oro por anatomía y fisiología. En 1845 publicó su primer artículo científico, demostrando la existencia de una hasta entonces desconocida capa del folículo piloso, una capa que se conoce como capa de Huxley.

## Trayectoria
Más tarde, Huxley solicitó un puesto en la marina. Obtuvo un empleo como cirujano en el HMS Rattlesnake y comenzó su trabajo topográfico en el estrecho de Torres. El Rattlesnake dejó Inglaterra el 3 de diciembre de 1846, y una vez alcanzado el hemisferio sur Huxley dedicó su tiempo a estudiar los invertebrados marinos, en especial a las medusas. Comenzó a enviar los detalles de sus descubrimientos a Inglaterra, y su artículo On the Anatomy and the Affinities of the Family of Medusae ("De la anatomía y afinidades de la familia de las medusas") fue impreso por la Royal Society en el Philosophical Transactions de 1849.
Huxley unió, junto a las medusas, a los pólipos para formar una clase denominada Hydrozoa. La conexión que hizo es que todos estos miembros de la clase consistían en dos membranas encerrando una cavidad central o estómago. Esta es la característica de los ahora llamados cnidarios. Pudo comparar estas membranas con las estructuras mucosas de los embriones de animales superiores.
El valor del trabajo de Huxley fue reconocido, y a su vuelta a Inglaterra en 1850 fue elegido como miembro de la Royal Society. El año siguiente, a la edad de 26, no solo recibió la medalla de la Royal Society, sino que también fue elegido para el consejo. Aseguró su amistad con Joseph Dalton Hooker y John Tyndall, y seguirían siendo amigos de por vida.
El almirantazgo le mantuvo como asistente cirujano, para que pudiese trabajar en las observaciones que hizo durante el viaje del Rattlesnake. Le permitieron así realizar varios ensayos importantes, especialmente aquellos sobre las Ascidiacea, que resolvería el problema de los organismos que Johannes Peter Müller descubrió pero no pudo catalogar, y de la morfología de los cefalópodos.
Huxley dimitió de la marina, y en julio de 1854 comenzó como conferenciante en la Escuela de Minas y como naturalista en el Estudio Geológico del siguiente año. Además, fue profesor Fulleriano en la Royal Institution entre 1855 y 1858 y entre 1865 y 1867; profesor Hunteriano en el Royal College of Surgeons entre 1863 y 1869; presidente de la Asociación Británica para el Avance de la Ciencia entre 1869 y 1870; presidente del Quekett Microscopical Club en 1878; presidente de la Royal Society entre 1883-1885; inspector de pesca entre 1881-1885; y presidente de la Marine Biological Association entre 1884-1890. Además, fue elegido miembro de la American Philosophical Society en 1869.
Su investigación más importante de este periodo fue la conferencia entregada ante la Royal Society en 1858 de The Theory of the Vertebrate Skull (La Teoría vertebral del cráneo). En esta se oponía a la visión de Richard Owen de que los huesos del cráneo y la espina dorsal eran homólogos, una opinión que habían mantenido previamente Goethe y Lorenz Oken.
En 1859, se publicó el El origen de las especies, de Charles Darwin. Huxley había rechazado anteriormente la teoría de la trasmutación de Lamarck, basándose en que había insuficiente evidencia para apoyarla. Sin embargo, creía que Darwin al menos tenía una hipótesis suficientemente buena como base, aunque creyó en la evidencia de que aún carecía, y llegó a ser uno de los principales partidarios de Darwin en el debate que siguió a la publicación del libro.
Huxley realizó una conferencia en la Royal Institution en febrero de 1860, y habló a favor del darwinismo en el debate de la British Association en el Museo de Historia Natural de la Universidad de Oxford el 30 de junio de ese año. Huxley se unió a su amigo Hooker, y se opusieron al Obispo de Oxford, Samuel Wilberforce, y al capitán del HMS Beagle, Robert FitzRoy.
Tras esto Huxley se concentró en el asunto de los orígenes del humano, manteniendo que el homínido estaba emparentado con los monos. En esto se oponía a Richard Owen, que indicaba que el humano estaba claramente diferenciado de los otros animales por la estructura anatómica de su cerebro. Eso era realmente inconsistente con los hechos conocidos, y fue refutado eficazmente por Huxley en varios artículos y conferencias, resumidos en 1863 en Evidence as to Man's Place in Nature.
Huxley también se enfrentó a Owen en el terreno de la homología y la teoría del arquetipo. Huxley admitió las homologías especiales, interpretándolas como debidas a la ascendencia común, pero rechazó las homologías seriales (en particular, la teoría vertebral del cráneo).
Los 31 años durante los cuales Huxley ocupó la silla de historia natural en la Escuela de Minas fueron empleados en gran parte en la investigación paleontológica. Numerosos ensayos de fósiles de peces establecieron muchos hechos morfológicos de gran envergadura. El estudio de los reptiles fósiles condujo a su demostración, en el curso de conferencias de pájaros, entregado en el Royal College de cirujanos en 1867, sobre la afinidad fundamental de los dos grupos, que unió bajo el nombre de Sauropsida.
A partir de 1870 las demandas del deber público alejaron a Huxley de la investigación científica. Entre 1862 y 1884 sirvió en diez Comisiones Reales. Desde 1871 a 1880 fue secretario de la Royal Society, y desde 1881 a 1885 fue su presidente. Le hicieron consejero privado en 1892. En 1870 fue presidente de la British Association en Liverpool, y en ese mismo año fue elegido miembro del recién creado London School Board. En 1888 recibió la Medalla Copley otorgada por la Royal Society.
Su salud empeoró notablemente en 1885. En 1890 se trasladó desde Londres a Eastbourne, donde moriría de un infarto. Huxley fue el fundador de una familia destacada de académicos británicos, incluyendo a sus nietos Aldous Huxley, sir Julian Huxley y sir Andrew Huxley.

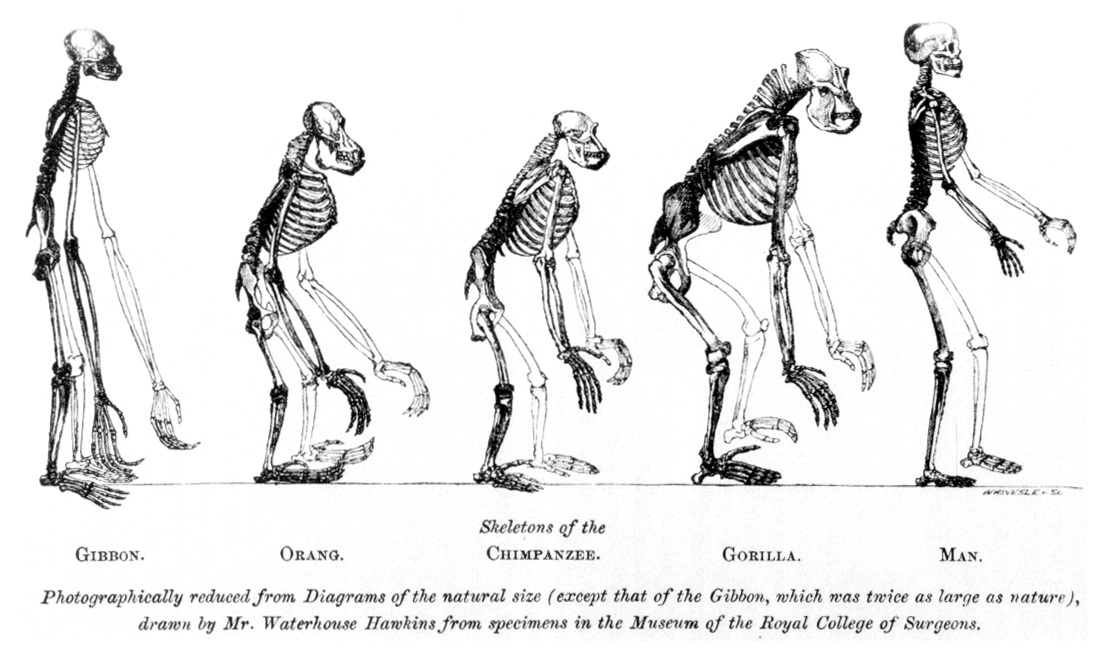
En este frontispicio de su obra Evidence as to Man's Place in Nature (1863), Huxley publicó por primera vez su famosa imagen comparando el esqueleto de los simios con el de los humanos.

## Influencia en la enseñanza
Huxley ejerció una influencia importante en la manera de educar en las escuelas británicas. En la educación primaria defendía enseñar un amplio espectro de disciplinas: lectura, escritura, aritmética, arte, ciencia, música, etc. A niveles superiores previó que las escuelas deberían funcionar con dos años de estudios básicos seguidos de dos años a un nivel superior de trabajo centrándose en un campo de estudio más específico.
Esta fue una nueva aproximación a los estudios clásicos generales de los colegios ingleses. Gran parte de sus acercamientos educativos se encuentran en su obra «On a Piece of Chalk (Sobre un trozo de tiza)», un ensayo profundo publicado en 1868 por MacMillan's Magazine en Londres. La obra reconstruye la historia geológica de Gran Bretaña desde un pedazo de tiza y muestra los métodos de la ciencia como un «sentido común organizado».
Otra defensa significativa de Huxley que no se ve actualmente fue su promoción para enseñar la Biblia en las escuelas. Esto podría ser visto como un paso atrás con sus teorías evolutivas, pero creía que la Biblia tenía enseñanzas literarias y morales significativas que eran relevantes a la ética inglesa. Intentó reconciliar la evolución y la ética en su libro Evolution and Ethics, el cual proponía el principio de «adaptarse tanto como sea posible para sobrevivir».

## Obra
- The Oceanic Hydrozoa. Londres,  1859; en línea
- Evidence as to Man's Place in Nature. Londres, 1863; en línea
  - terminado por J. Victor Carus. Zeugnisse für die Stellung des Menschen in der Natur (Certificación de la posición del hombre en la naturaleza). Braunschweig, 1863, Gutenberg eText
- On Our Knowledge of the Causes of the Phenomena of Organic Nature. Six Lectures to Working Men. Londres, 1863; en línea
- Lectures on the Elements of Comparative Anatomy. Londres, 1864; en línea
- Lessons in Elementary Physiology. Londres, 1866; en línea
- Aphorisms by Goethe. Londres, 4 de noviembre de 1869 (primer número de la revista científica Nature)Texto completo
- A Manual of the Anatomy of Vertebrated Animals. Londres, 1871; en línea
- A Course of Practical Instruction in Elementary Biology. Londres, 1875 – con H. Newell Martin; en línea
- Physiography: An Introduction to the Study of Nature. Londres, 1877; en línea
- A Manual of the Anatomy of Invertebrated Animals. Londres, 1877; en línea
- Introductory Science Primer. Londres, 1880; en línea
- The Crayfish: An Introduction to the Study of Zoology. Londres, 1879; en línea
- Collected Essays. 9 v. Londres, 1893–1894
  - V. 1: Method and Results. Texto completo
  - V. 2: Darwiniana. Texto completo
  - V. 3: Science and Education. T. completo
  - V. 4: Science and Hebrew Tradition. T. completo
  - V. 5: Science and Christian Tradition. T. completo
  - V. 6: Hume, with Helps to the Study of Berkeley. T. completo
  - V. 7: Man's Place in Nature. T. completo
  - V. 8: Discourses, Biological and Geological. T. completo
  - V. 9: Evolution and Ethics and Other Essays. T. completo
- Originalmente publicado como:
  - Lay Sermons, Addresses and Reviews. Londres, 1870; en línea
  - Critiques and Addresses. Londres, 1873; en línea
  - American Addresses. Londres, 1877; en línea
  - Science and Culture. Londres, 1882; en línea
  - Social Diseases and Worse Remedies. Londres, 1891
  - Essays upon Some Controverted Questions. Londres, 1892; en línea
- Michael Foster (ed.). The Scientific Memoirs of Thomas Henry Huxley. 5 v. Londres, 1898–1903
- Julian Huxley (ed.). T. H. Huxley's Diary of the Voyage of H.M.S. Rattlesnake. Londres, 1935.

## Abreviatura (zoología)
La abreviatura Huxley  se emplea para indicar a Thomas Henry Huxley como autoridad en la descripción y taxonomía en zoología.

## Eponimia
- El cráter lunar Huxley lleva este nombre en su memoria.
- El cráter marciano Huxley también conmemora su nombre.